# Веселовский (Ростовская область)
Весело́вский — хутор в Чертковском районе Ростовской области.
Входит в состав Кутейниковского сельского поселения.

## Население
| 2010 |
| ---- |
| 115  |

## Улицы
- ул. Матвеевская,
- ул. Мостовая,
- пер. Пасечный,
- ул. Песчаная,
- ул. Школьная.